# Vinyleencarbonaat
Vinyleencarbonaat is een cyclische, onverzadigde ester. Het smeltpunt van de stof ligt bij kamertemperatuur. In vloeibare toestand is ze kleurloos en transparant; als vaste stof komt ze voor als witte kristallen. Het is een hygroscopische stof.

## Synthese
Vinyleencarbonaat kan bereid worden uit ethyleencarbonaat, door dit te chloreren tot monochloorethyleencarbonaat, en dit vervolgens te dehydrochloreren (afscheiding van waterstofchloride) door het te behandelen met tri-ethylamine.
Vinyleencarbonaat kan ook bereid worden door de rechtstreekse dehydrogenering van ethyleencarbonaat over een metaalhoudende katalysator.

## Toepassingen
De belangrijkste toepassing van vinyleencarbonaat is als co-solvent voor de elektrolyt (bijvoorbeeld lithiumperchloraat) in lithium-ion-accu's.
Daarnaast kan vinyleencarbonaat, als onverzadigde verbinding, fungeren als monomeer of co-monomeer in polymerisatiereacties. Het commercieel verhandelde product bevat butylhydroxytolueen als stabilisator om te verhinderen dat spontane polymerisatie optreedt.